# Bernhard Tritscher
Bernhard Tritscher (* 25. April 1988 in Zell am See, Pinzgau, Salzburg) ist ein ehemaliger österreichischer Skilangläufer. Er startete für den SK Saalfelden.

## Werdegang
Tritscher besuchte die Schihauptschule in Saalfelden, das Nordische Ausbildungszentrum in Eisenerz und erlernte den Beruf eines Elektrobetriebstechnikers. Er begann seine Sportkarriere mit der Nordischen Kombination. Weil Tritscher sich in dieser Disziplin jedoch nicht durchsetzen konnte, wechselte er 2007 in das Lager der Speziallangläufer. Ab 2008 folgten regelmäßige Einsätze im Alpencup. Sein Weltcup-Debüt feierte der Österreicher im März 2010 in Oslo mit Rang 54 im Sprintbewerb. Zu Beginn der Saison 2010/11 holte bei seinen zweiten Auftritt im Weltcup in Düsseldorf mit dem 14. Platz im Sprint seine ersten Weltcuppunkte. Im weiteren Saisonverlauf kam er bei Weltcupsprints viermal in die Punkteränge, darunter mit dem zehnten Platz in Rybinsk sein erstes Top-Zehn-Resultat und errang zum Saisonende den 28. Platz im Sprintweltcup. Beim Saisonhöhepunkt den Nordischen Weltmeisterschaften 2011 in Oslo belegte er den 48. Platz im 50-km-Massenstartrennen und den 21. Platz im Sprint. Im April 2011 wurde er österreichischer Meister über 30 km und im Sommer 2011 Meister im Skiroller über 50 km. Sein bestes Saisonresultat der Saison 2011/12 im Weltcupeinzel war der 24. Platz im Sprint in Davos. In der Saison 2012/13 kam er im Weltcup, sechsmal in die Punkteränge und erreichte zum Saisonende den 63. Platz im Gesamtweltcup.

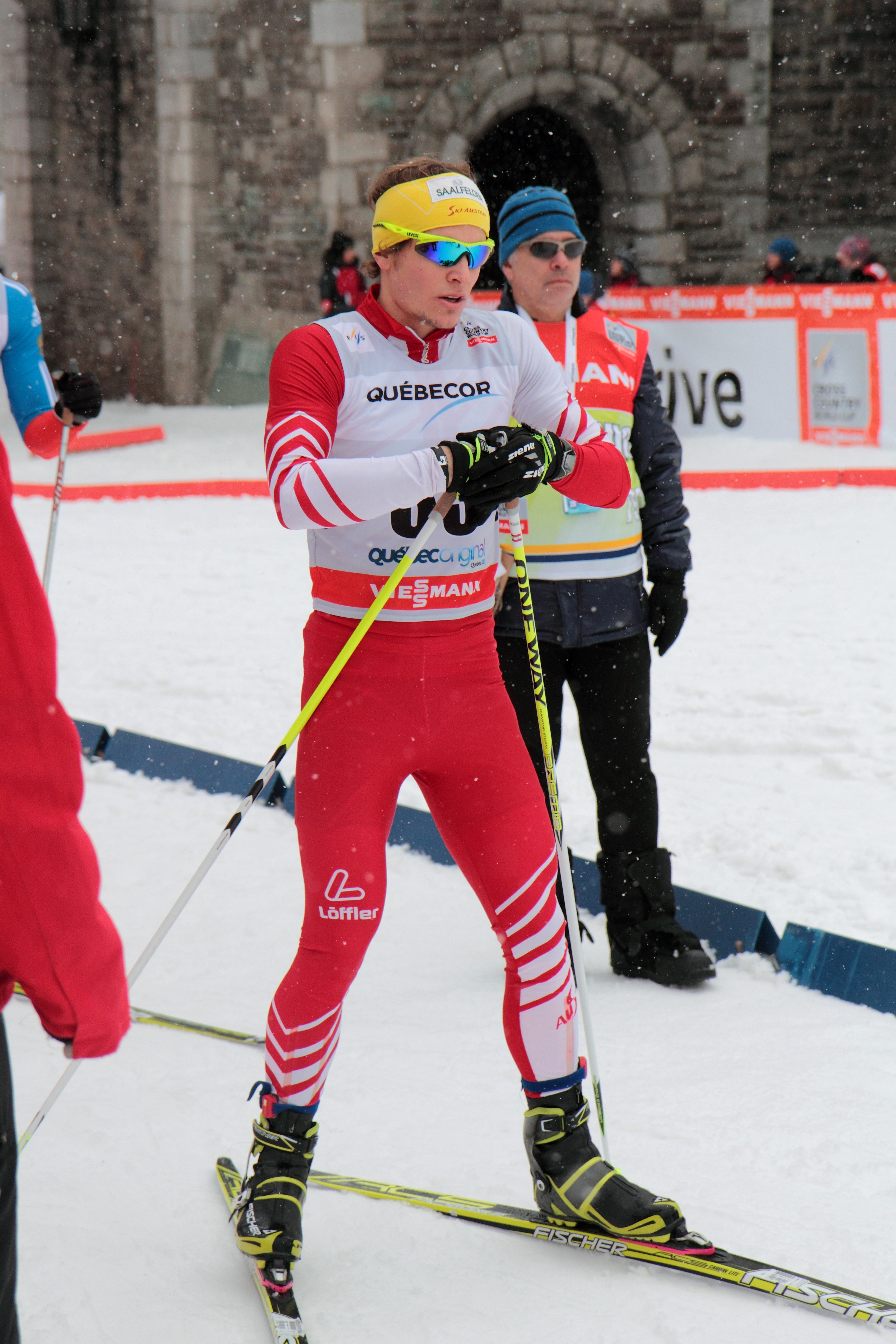
Bernhard Tritscher beim Weltcuprennen in Quebec, 2012

Im Februar 2013 siegte er bei den Österreichischen Meisterschaften in Villach über 10 km und in der anschließenden Verfolgung. Bei den Nordischen Weltmeisterschaften 2013 im Val di Fiemme belegte er den 51. Platz über 15 km Freistil und den siebten Rang zusammen mit Harald Wurm im Teamsprint. In der folgenden Saison wurde er österreichischer Meister über 30 km und mit der Staffel. Bei den Olympischen Winterspielen 2014 in Sotschi kam er auf den 24. Platz im 50-km-Massenstartrennen und auf den siebten Rang im Sprint. In der Saison 2014/15 errang er den 64. Platz bei der Nordic Opening in Lillehammer und den 37. Platz bei der Tour de Ski 2015. Im Januar 2015 erreichte er mit dem siebten Platz im Sprint in Rybinsk sein bestes Saisonresultat im Weltcup. Im folgenden Monat belegte er bei den Nordischen Weltmeisterschaften 2015 in Falun den 28. Platz im 50-km-Massenstartrennen, den 12. Rang im Teamsprint und den sechsten Platz über 15 km Freistil. Bei den Österreichischen Meisterschaften 2015 wurde er Meister über 30 km und im Skiroller über 9 km. Die Saison beendete er auf dem 47. Platz im Gesamtweltcup und auf dem 28. Rang im Sprintweltcup. Im August 2015 wurde er erneut österreichischer Meister im Skiroller über 9 km und über 30 km. Zu Beginn der Saison 2015/16 errang er den 43. Platz bei der Nordic Opening in Ruka. Im weiteren Saisonverlauf kam er im Weltcup 11-mal in die Punkteränge, darunter dreimal unter die ersten Zehn. Bei den Österreichischen Meisterschaften 2016 in Seefeld in Tirol siegte er im Sprint und über 30 km. Zum Ende der Weltcupsaison belegte er den 28. Platz bei der Ski Tour Canada und erreichte im Gesamtweltcup und im Distanzweltcup jeweils den 45. und im Sprintweltcup den 31. Platz. Zu Beginn der Saison 2016/17 belegte er den 46. Platz bei der Mini Tour in Lillehammer. Bei den Österreichischen Meisterschaften 2017 siegte er im Skirollerrennen über 50 km. Zudem wurde er jeweils Zweiter über 15 km und in der Verfolgung. Bei den Nordischen Weltmeisterschaften 2017 in Lahti errang er den 45. Platz im 50-km-Massenstartrennen und den 33. Platz im Sprint. Seine besten Platzierungen bei den Olympischen Winterspielen 2018 in Pyeongchang waren der 39. Platz über 15 km Freistil und der 13. Rang mit der Staffel. Im Februar 2019 lief er bei den Nordischen Weltmeisterschaften in Seefeld in Tirol auf den 46. Platz im Skiathlon und auf den 30. Rang im 50-km-Massenstartrennen. Am 26. April 2020 beendete er seine aktive Karriere.

## Medaillen bei nationalen Meisterschaften
- 2010: Silber über 30 km
- 2011: Gold über 30 km, Silber über 50 km Skiroller
- 2012: Gold mit der Staffel, Gold über 50 km Skiroller, Silber über 30 km, Silber im Sprint, Bronze über 10 km
- 2013: Gold über 10 km, Gold in der Verfolgung, Silber über 30 km, Silber mit der Staffel
- 2014: Gold über 30 km, Gold mit der Staffel, Silber über 50 km Skiroller
- 2015: Gold über 9 km Skiroller, Gold über 30 km, Silber im Sprint
- 2016: Gold über 30 km Skiroller, Gold über 9 km Skiroller, Gold im Sprint, Gold über 30 km
- 2017: Gold über 50 km Skiroller, Silber über 15 km, Silber in der Verfolgung
- 2018: Gold über 9 km Skiroller, Silber über 50 km Skiroller
- 2019: Gold über 9 km Skiroller, Gold über 15 km, Gold in der Verfolgung, Silber über 50 km Skiroller
- 2020: Gold über 50 km Skiroller, Silber über 9 km Skiroller

## Platzierungen im Weltcup

### Weltcup-Statistik
Die Tabelle zeigt die erreichten Platzierungen im Einzelnen.
- 1.–3. Platz: Anzahl der Podiumsplatzierungen
- Top 10: Anzahl der Platzierungen unter den ersten zehn
- Punkteränge: Anzahl der Platzierungen innerhalb der Punkteränge
- Starts: Anzahl gelaufener Rennen in der jeweiligen Disziplin
- Hinweis: Bei den Distanzrennen erfolgt die Einordnung gemäß FIS.

| Platzierung         | Distanzrennen a | Distanzrennen a | Distanzrennen a | Distanzrennen a | Distanzrennen a | Skiathlon Verfolgung | Sprint | Etappen- rennen b | Gesamt | Team   | Team    |
| Platzierung         | ≤ 5 km          | ≤ 10 km         | ≤ 15 km         | ≤ 30 km         | > 30 km         | Skiathlon Verfolgung | Sprint | Etappen- rennen b | Gesamt | Sprint | Staffel |
| ------------------- | --------------- | --------------- | --------------- | --------------- | --------------- | -------------------- | ------ | ----------------- | ------ | ------ | ------- |
| 1. Platz            |                 |                 |                 |                 |                 |                      |        |                   |        |        |         |
| 2. Platz            |                 |                 |                 |                 |                 |                      |        |                   |        |        |         |
| 3. Platz            |                 |                 |                 |                 |                 |                      |        |                   |        |        |         |
| Top 10              |                 |                 |                 |                 |                 | 1                    | 4      |                   | 5      | 2      |         |
| Punkteränge         | 2               | 1               | 6               | 2               |                 | 7                    | 30     | 1                 | 49     | 10     |         |
| Starts              | 6               | 7               | 26              | 4               | 4               | 22                   | 65     | 6                 | 140    | 10     |         |
| Stand: Karriereende |                 |                 |                 |                 |                 |                      |        |                   |        |        |         |

### Weltcup-Gesamtplatzierungen
| Saison  | Gesamt | Gesamt | Distanz | Distanz | Sprint | Sprint |
| Saison  | Punkte | Platz  | Punkte  | Platz   | Punkte | Platz  |
| ------- | ------ | ------ | ------- | ------- | ------ | ------ |
| 2010/11 | 85     | 67.    | -       | -       | 85     | 28.    |
| 2011/12 | 30     | 111.   | -       | -       | 30     | 61.    |
| 2012/13 | 72     | 63.    | 16      | 81.     | 56     | 37.    |
| 2013/14 | 71     | 73.    | 20      | 77.     | 51     | 39.    |
| 2014/15 | 140    | 47.    | 56      | 50.     | 84     | 28.    |
| 2015/16 | 149    | 45.    | 59      | 45.     | 78     | 31.    |
| 2016/17 | 27     | 103.   | 2       | 115.    | 25     | 51.    |
| 2017/18 | 13     | 123.   | 7       | 91.     | 6      | 81.    |